# Frank Drake
Frank Drake (28 tháng 5 năm 1930 - 2 tháng 9 năm 2022), (IPA:/fræŋk dreɪk/, tiếng Việt: Fren Đrêk) là nhà thiên văn học người Hoa Kỳ, nổi tiếng vì tham gia thiết lập kính viễn vọng sóng milimet đầu tiên, đi tiên phong trong việc sử dụng kính thiên văn vô tuyến và nhất là phương trình mang tên mình (Drake equation) trong Vật lý thiên văn học. Ông còn là người đầu tiên lập bản đồ trung tâm Ngân Hà, là người đề xuất thuật ngữ "pulsar" để chỉ sao nơtrôn và đặc biệt được nhắc đến nhiều nhất dưới tư cách người sáng lập chính của công cuộc tìm kiếm trí thông minh ngoài Trái Đất của Viện SETI, thường gọi là tìm kiếm trí tuệ người ngoài hành tinh., , , , 
Ông qua đời vào ngày 2 tháng 9 năm 2022 tại nhà riêng ở Aptos, California do nguyên nhân tự nhiên hưởng thọ 92 tuổi.

## Tiểu sử và gia đình
Ông có tên đầy đủ là Frank Donald Drake, sinh ngày 28 tháng 5 năm 1930 tại Chicago, Illinois, Hoa Kỳ. Cha là Richard Drake, kỹ sư hóa học công tác chính ở thành phố Chicago; mẹ là Winifred Thompson vốn là sinh viên cùng trường với cha của ông ở Đại học Illinois. Ông bà Drake có ba người con: Frank là con cả, em gái Alma (nhà sinh hóa học) và em trai Robert (nhà kinh tế học).
Khi còn nhỏ, Frank đã thích trồng trọt, yêu hoa lan và rất quan tâm đến khoa học tự nhiên, thường ở nhà làm các thí nghiệm hóa học đơn giản, lắp ráp các động cơ và đài thu thanh (radio) nhỏ. Frank hay đi xe đạp đến Bảo tàng Khoa học & Công nghiệp của thành phố tham quan và đã để ý đến hiện tượng mà ít trẻ em thời đó quan tâm, đó là: Mặt trời của chúng ta chỉ là một ngôi sao loại trung bình trong số hàng tỷ sao khác của Ngân Hà. Điều này làm cho Frank thường tự hỏi: Liệu có thể có nền văn minh ngoài hệ Mặt trời chúng ta?
Hồi 17 tuổi, Frank giành được học bổng của Hải quân Hoa Kỳ, nên tốt nghiệp trung học xong theo học ngay ở Đại học Cornell tại Ithaca, New York. Frank dự định trở thành một nhà thiết kế máy bay, nhưng sau đó mối quan tâm nhiều đến điện tử đã "chiến thắng" nên cuối cùng Frank chọn chuyên ngành vật lý kỹ thuật điện tử.
Năm thứ hai ở đại học Cornell, Frank tham gia một khóa về thiên văn học, nhờ đó thấy Mộc tinh qua một kính thiên văn nhỏ (15 inch) và choáng ngợp trước hình ảnh thấy được: Đó là một hành tinh đẹp, có những điểm đỏ nổi tiếng với 4 "mặt trăng" quay quanh mà Galileo là người đầu tiên phát hiện khoảng 337 năm trước. Khoảnh khắc này đã thay đổi cuộc đời của Frank Drake và người sinh viên trẻ bắt đầu tập trung nghiên cứu Thiên văn học. Ý tưởng của Frank về nền văn minh ngoài Trái Đất được thúc đẩy thêm nhờ bài giảng của nhà vật lý thiên văn Otto Struve vào năm 1951 (lúc Frank 21 tuổi).
Tốt nghiệp đại học, ông gia nhập quân đội, trở thành một sĩ quan hải quân, phụ trách điện tử trên tàu tuần dương mang tên USS Albany. Sau khi giải ngũ, Frank theo học đại học ở trường đại học Harvard để theo đuổi ước mơ nghiên cứu thiên văn học vô tuyến.
Mùa thu năm 1955, Drake tốt nghiệp đại học Harvard. Chủ tịch bộ phận thiên văn học Barton Bok của nhà trường mong muốn sử dụng kiến thức của Drake về chuyên ngành điện tử, nên chỉ định người kỹ sư trẻ phụ trách lĩnh vực thiên văn vô tuyến.
Sau khi làm kỹ sư thiên văn vô tuyến, vào năm 1963, Drake trở thành trưởng phòng của Phòng thí nghiệm phản lực đẩy (JPL) thuộc LPI (Lunar and Planetary Institute) là một viện nghiên cứu khoa học chuyên về sự hình thành, tiến hóa và trạng thái hiện tại của hệ Mặt Trời, đóng tại Pasadena.
Đầu năm 1964, ông từ chức ởJPL, vì "một ngọn núi ngày càng khổng lồ" của công việc hành chính ngăn cản ông làm nghiên cứu, nên tháng 6 cùng năm, ông trở lại làm giáo sư thiên văn học cho trường đại học Cornell, Ithaca, Hoa Kỳ cho suốt đến năm 1984.
Sau 20 năm công tác ở đấy, ông chuyển đến California vào khoảng cuối năm 1984 để trở thành Giáo sư Thiên văn học và Chủ nhiệm khoa Khoa học Tự nhiên tại Đại học California ở Santa Cruz, Hoa Kỳ phụ trách giảng dạy Thiên văn học và Vật lý thiên văn học đến năm 1996, lúc ông 66 tuổi.
Người vợ đầu tiên của Drake là nữ nhạc sỹ kiêm nhà soạn nhạc Elizabeth Bell, với ông có ba người con trai: Paul nhà nhiếp ảnh, còn cả Stephen và Richard đều trở thành nhạc sỹ. Người vợ thứ hai của ông là Amahl quen biết ở trường đại học Cornell, sinh thêm hai con gái: Nadia là nhà báo khoa học và Leila là vũ công ballet.
Lúc rảnh rỗi, sở thích của ông là làm vườn và viết sách, báo., 

## Cống hiến và vinh danh
Ngoài công tác giảng dạy, công bố các kết quả nghiên cứu, ông thường được nhắc tới do các cống hiến chính sau., , 

### Lập bản đồ dải Ngân hà
Ông là người chủ yếu đầu tiên thiết lập bản đồ trung tâm Ngân Hà (Milky Way) chứa Hệ Mặt Trời của chúng ta. Đây cũng là cống hiến và thành tựu đầu tiên của Drake trong lĩnh vực kính viễn vọng vô tuyến. Bởi vì hồi đó, không ai nhìn thấy thiên hà bằng kính thiên văn viễn vọng quang học, do có quá nhiều bụi trong khí quyển Trái Đất cũng như lượng bụi khổng lồ ở trung tâm Ngân Hà ngăn cản ánh sáng; nhưng bụi lại không cản sóng vô tuyến, vì vậy ông có ưu thế sở trường dùng tần số vô tuyến để lập bản đồ.

### Phương trình Drake
Phương trình có dạng: 
{\displaystyle N=R^{\ast }\cdot f_{p}\cdot n_{e}\cdot f_{\ell }\cdot f_{i}\cdot f_{c}\cdot L\!}
Trong đó:
N = số lượng nền văn minh trong ngân hà mà ta có thể liên lạc;
R* = tỷ lệ bình quân các ngôi sao được hình thành mỗi năm trong thiên hà của chúng ta;
fp = xác suất sao có hành tinh;
ne = xác suất hành tinh trong hệ hành tinh có hỗ trợ sự sống;
fℓ = xác suất sự sống phát triển trên một hành tinh có hỗ trợ sự sống;
fi = xác suất để sự sống phát triển thành sinh vật thông minh;
fc = xác suất một nền văn minh có công nghệ phát triển tới mức các dấu hiệu của họ có thể nhận thấy trong không gian;
L = khoảng thời gian một nền văn minh như vậy phát các tín hiệu vào không gian.

### Sao pulsar
Khoảng giữa các năm 1966 - 1968, Drake là giám đốc Đài quan sát Arecibo tại Aricebo ở Puerto Rico, là (rạm quan sát viễn vọng vô tuyến khổng lồ đương thời của đại học Cornell. Trong thời gian này, ông đã đặt ra thuật ngữ pulsar (sao neutron hay sao xung) cho một loại sao mới được phát hiện bởi Jocelyn Bell Burnell và Antony Hewish ở Đại học Cambridge của Anh.

### Thông điệp Arecibo
Năm 1974, Drake sắp xếp truyền thông điệp đến tập hợp sao M13 trong thời gian làm Giám đốc Đài quan sát Arecibo (xem chi tiết ở trang Thông điệp Arecibo). Sau đó ít lâu, vào tháng 1 năm 1977, Drake và Sagan đã hợp tác thiết kế và lắp đặt Golden Record - máy quay đĩa vàng- trên tàu vũ trụ Voyage, chứa trên 100 ảnh và khoảng 90 phút âm thanh, gồm một số bản nhạc, lời người nói, bài hát cá voi, nhịp tim và v.v.

### Các chức danh chính
- Ông là viện sỹ Viện hàn lâm Khoa học Quốc gia Hoa Kỳ, đồng thời là Chủ tịch Hội đồng Vật lý và Thiên văn học của Hội đồng Nghiên cứu Quốc gia (1989–1992).
- Ông cũng từng là Chủ tịch của Hiệp hội Thiên văn học Thái Bình Dương.
- Ông được phong làm Giáo sư danh dự về Thiên văn học và Vật lý thiên văn của trường Đại học California tại Santa Cruz.

### Vinh danh
Tên của ông được đặt cho một trung tâm Khoa học và Thiên văn (Drake Planetarium Drake) nằm trong khuôn viên của trường Norwood High School ở Norwood, Ohio có liên kết với NASA.